# ニューアダルトミュージック
ニューアダルトミュージックとは、日本の大衆音楽のジャンルとされるものの一つ。

## 概要
明確な定義は無いが、マスメディアでは『演歌と歌謡曲の間に位置する』などと表現される。
ニューミュージックの派生形で、ジャンル名としては定着しなかったが、レコード店での分類は演歌・歌謡曲に分類されることが多い。
フォーク系ニューミュージックから演歌・歌謡曲路線に転向した堀内孝雄や高山厳が所属するアップフロントプロモーション（旧：アップフロントエージェンシー）やその系統のレコード会社（ポリスターなど）が営業戦略の一環として使い始めた言葉。
1980年代後半から1990年代前半における堀内や高山の楽曲は、村田英雄などに見られる、「こぶし」や「うなり声」といった演歌的な曲調や歌い方ではなく、どちらかと言えばポップスに近い曲調と歌い方である。だが、従来の歌謡曲や若年者層向けのアップテンポな流行歌とも異なり、演歌・歌謡曲的な歌詞にフォーク、ニューミュージック・AOR・シティ・ポップスの要素、デジタルシンセサイザーのライトな電子楽器を融合させ、大人の世界を独特な形でゆったりと表現しているのが特徴である。『はぐれ刑事純情派』をはじめとするサスペンス・刑事ドラマ、『いい旅・夢気分』などの旅番組や鉄道のコマーシャルなど中高年向けメディアのタイアップとしても用いられていた。
森進一の『冬のリヴィエラ』や、島倉千代子の『人生いろいろ』、美空ひばりの晩年期やテレサ・テン、マルシアなどといった演歌と歌謡曲の融合曲は1980年代より流行していたが、「ニュー・アダルト・ミュージック」を標榜していたのは、特定の歌手である。

## 主な歌手
- 麻丘めぐみ[3]
- 芦川よしみ[4]
- 麻生詩織[3]
- 小川知子[4]
- 上沼恵美子[4]
- 倉橋ルイ子[4]
- 桂銀淑[3]
- 香西かおり[4]
- 小柳ルミ子[5]
- 近藤千裕[5]
- 斉藤慶子[5]
- 城之内早苗[5]
- シルヴィア[4]
- 細江真由子[6]

- 井口達也[5]
- 梅沢富美男[3]
- 奥田瑛二[4]
- 狩人[5]
- 京壮亮[5]
- G・S・C[3]
- 菅原洋一[4]
- タイガース・メモリアル・クラブバンド[3]
- 高田純次[4]
- 高山厳[5]
- 滝ともはる[4]
- 武田鉄矢[4]
- 谷村新司[5]
- チョー・ヨンピル[5]
- ばんばひろふみ[7]
- 藤田まこと[3]
- 堀内孝雄[5]
- やしきたかじん[5]
- ロス・インディオス[4]

## 主な作曲家
- 網倉一也
- 新井正人
- 伊藤薫
- 猪俣公章
- 近江孝彦
- 大谷明裕
- 小椋佳
- 川上明彦
- 弦哲也
- 後藤次利
- 杉本真人
- 鈴木キサブロー
- 田尾将実
- 都志見隆
- 徳久広司
- 中村泰士
- 花岡優平
- 羽場仁志
- 浜圭介
- 堀内孝雄
- 松永直樹
- 三木たかし
- 宮崎慎二
- 幸耕平

## 主な編曲家
- 伊戸のりお
- 今泉敏郎
- 岩本正樹
- 川口真
- 川村栄二
- 京田誠一
- 桜庭伸幸
- 高田弘
- 花岡優平
- 林有三
- 船山基紀
- 馬飼野俊一
- 松永直樹
- 三木たかし
- 宮下博次
- 宮崎慎二
- 矢野立美
- 竜崎孝路
- 若草恵